# فرانك دونليفي
فرانك دونليفي (بالإنجليزية: Frank Donlevy)‏ هو مدرب كرة قدم ولاعب كرة قدم بريطاني في مركز نصف الجناح، ولد في 16 ديسمبر 1932 في إدنبرة في المملكة المتحدة. لعب مع بيرويك راينجرز وسانت جونستون ونادي بارتيك ثيسل.